# Sirijus Klaipėda
FK Sirijus Klaipėda was een Litouwse voetbalclub uit Klaipėda.
De club werd in 1973 als FK Syrius Klaipėda opgericht en in 1989 hernoemd in FK Sirijus Klaipėda. Sirijus was in 1990 de eerste landskampioen van het onafhankelijke Litouwen en won ook tweemaal de beker. In 1996 werd de club opgeheven en geïncorporeerd in FK Atlantas.

## Erelijst
- A Lyga: 1990
- Litouwse voetbalbeker: 1988 (SSR), 1990

## Bekende spelers
- Saulius Atmanavičius, 1989–1994
- Saulius Mikalajūnas, 1990–1993
- Arūnas Mika, 1992–1993
- Viktoras Olšanskis, 1992–1993
- Marius Poškus, 1991–1992, 1994
- Edgaras Tumasonis, 1992–1993
- Raimundas Vainoras, 1992
- Andrius Zuta, 1993–1994